# Tony Watt
Anthony ("Tony") Watt (Coatbridge, 29 december 1993) is een Schots voetballer die bij voorkeur als aanvaller speelt. In 2016 debuteerde hij in het Schots voetbalelftal.

## Clubcarrière
Watt maakte met 3 doelpunten in 15 wedstrijden indruk bij Airdrie United. Zowel Liverpool, Fulham, Glasgow Rangers als Celtic zaten achter de jonge aanvaller aan. Uiteindelijk tekende Watt een driejarig contract bij Celtic. Hij maakte z'n debuut op 22 april 2012 Motherwell. Op 25 augustus mocht hij voor het eerst in de basiself beginnen. Hij bedankte met twee doelpunten tegen Inverness.
Op 7 november maakte Watt zijn Champions League-debuut in de wedstrijd tegen FC Barcelona. Hij scoorde de 2-0 in de 83ste minuut. Op 15 november tekende hij voor drie jaar bij tot 2016. Tijdens het seizoen 2013/14 wordt hij uitgeleend aan Lierse SK. Hij debuteerde op 21 september 2013 in een thuiswedstrijd tegen KV Kortrijk. Hij viel na 59 minuten in voor Kostadin Hazurov. Twee minuten later scoorde hij de 2-0 voor Lierse.
Hij tekende in januari 2015 een contract voor 3,5 jaar bij Charlton Athletic, dat hem overnam van Standard Luik. Watt baarde opzien op de voetbalvelden, toen hij op woensdag 4 maart 2015 de bal ruim twee minuten in bezit hield bij de cornervlag tijdens het duel in de Football League Championship tussen zijn ploeg Charlton Athletic en Nottingham Forest FC. Zijn opponenten Eric Lichaj en Michail Antonio van Nottingham raakten zo gefrustreerd dat ze een gele kaart kregen. Charlton Athletic won het duel met 2-1
Watt werd meermaals verhuurd en maakte medio 2017 de overstap naar Oud-Heverlee Leuven. In februari 2018 werd zijn contract ontbonden.

## Statistieken
| Seizoen         | Club                  | Competitie       | Competitie | Competitie | Beker | Beker | League Cup | League Cup | Europa | Europa | Totaal | Totaal |
| Seizoen         | Club                  | Competitie       | Wed.       | Dlp.       | Wed.  | Dlp.  | Wed.       | Dlp.       | Wed.   | Dlp.   | Wed.   | Dlp.   |
| --------------- | --------------------- | ---------------- | ---------- | ---------- | ----- | ----- | ---------- | ---------- | ------ | ------ | ------ | ------ |
| 2009-10         | Airdrie United        | Second Div.      | 1          | 0          | 0     | 0     | 0          | 0          | —      | —      | 1      | 0      |
| 2010-11         | Airdrie United        | League One       | 15         | 3          | 1     | 0     | 2          | 0          | —      | —      | 18     | 3      |
| 2011-12         | Celtic FC             | Premiership      | 3          | 2          | 0     | 0     | 0          | 0          | 0      | 0      | 3      | 2      |
| 2012-13         | Celtic FC             | Premiership      | 20         | 5          | 2     | 0     | 2          | 0          | 5      | 1      | 29     | 6      |
| 2013-14         | Celtic FC             | Premiership      | 2          | 0          | 0     | 0     | 0          | 0          | 1      | 0      | 3      | 0      |
| 2013-14         | → Lierse SK           | Eerste klasse    | 16         | 10         | 1     | 1     | —          | —          | —      | —      | 17     | 11     |
| 2014-15         | Standard Luik         | Eerste klasse    | 15         | 2          | 1     | 1     | —          | —          | 5      | 0      | 21     | 3      |
| 2014-15         | Charlton Athletic     | The Championship | 22         | 5          | 0     | 0     | 0          | 0          | —      | —      | 22     | 5      |
| 2015-16         | Charlton Athletic     | The Championship | 14         | 2          | 0     | 0     | 2          | 1          | —      | —      | 16     | 3      |
| 2015-16         | → Cardiff City        | The Championship | 9          | 2          | 0     | 0     | 0          | 0          | —      | —      | 9      | 2      |
| 2015-16         | → Blackburn Rovers    | The Championship | 9          | 1          | 2     | 1     | 0          | 0          | —      | —      | 11     | 2      |
| 2016-17         | → Heart of Midlothian | Premiership      | 16         | 1          | 0     | 0     | 1          | 0          | —      | —      | 17     | 1      |
| 2016-17         | Charlton Athletic     | League One       | 16         | 2          | 0     | 0     | 0          | 0          | —      | —      | 16     | 2      |
| 2017-18         | Charlton Athletic     | League One       | 1          | 0          | 0     | 0     | 1          | 0          | —      | —      | 2      | 0      |
| 2017-18         | Oud-Heverlee-Leuven   | Eerste klasse B  | 11         | 1          | 1     | 1     | 0          | 0          | —      | —      | 12     | 2      |
| 2018-19         | St. Johnstone FC      | Premiership      | 29         | 3          | 2     | 1     | 6          | 4          | —      | —      | 37     | 8      |
| 2019-20         | CSKA Sofia            | Parva Liga       | 0          | 0          | 0     | 0     | 0          | 0          | —      | —      | 0      | 0      |
| Carrière totaal | Carrière totaal       | Carrière totaal  | 198        | 39         | 9     | 4     | 14         | 5          | 11     | 1      | 233    | 50     |

## Interlandcarrière
Watt kwam uit voor Schotland –19 en Schotland –20. Hij debuteerde in 2012 in Schotland –21. Op 24 maart 2016 maakte Watt zijn debuut voor het Schots voetbalelftal in een vriendschappelijke wedstrijd tegen Tsjechië.